# Ли Дэ Ро
Ли Дэ Ро (кор. 이대로; род. 15 марта 1947, Сосан, Чхунчхон-Намдо) — кореевед, лингвист, деятель движения хангыля и специалист по корейскому языку Республики Корея. Председатель организации культуры корейского языка.

## Биография
Ли Дэ Ро родился 15 марта 1947 году в Сосане. В 1965 году он окончил Йесанскую школу сельского хозяйства и поступил в университет Тонгук. В 1967 году организовал студенческий совет движения корейского языка в университете Тонгук, в 1968 году организовал Всекорейский студенческий совет движении корейского языка. Работал профессором корейского языка в Китае.